# Giuseppe Barzilai
Giuseppe Barzilai (geboren 14. Januar 1824 in Gradiska, Kaisertum Österreich; gestorben 13. April 1902 in Triest, Österreich-Ungarn) war ein italienisch-jüdischer Rechtsanwalt und Semitist.

## Leben
Barzilai studierte Jura in Casalmaggiore und an der Universität Padua und arbeitete als Rechtsanwalt in Triest.
Er forschte als Hebraist und Archäologe und veröffentlichte mehrere Schriften. Barzilai war Sekretär der Jüdischen Gemeinde in  Triest.

## Schriften (Auswahl)
- I Treni di Geremia. Übersetzung. Triest, 1867
- Il Cantico, di Salomone. Übersetzung
- Il Beemoth.
- Il Leviatan
- Un Errore di Trenta Secoli. Triest, 1868
- Gli Abraxas.
- Nuove Ipotesi Intorno a due Celebri Versi della Divina Commedia.
- Ideografia Semitica e Trasformazione della Radice Ebraica Nelle LingueIndo-Europee, a contribution to Semitic ideography
- Sul Nuovo Indirizzo da Darsi all' Aeronautica